# WRC 2 FIA World Rally Championship
WRC 2 FIA World Rally Championship (znana też jako WRC 2) – komputerowa gra wyścigowa wyprodukowana przez studio Milestone i wydana w październiku 2011 roku przez Black Bean Games. Jest to oficjalna gra Rajdowych Mistrzostw Świata 2011. W polskiej wersji głosu użyczył Michał Kościuszko. Gra umożliwia przejazd w 13 rajdach, w każdym rajdzie jest po 6 odcinków specjalnych + jeden dodatkowy (Special Stage).